# Pas Teheran
Pas Football Club (persiska: باشگاه فوتبال پاس) var en fotbollsklubb i Iran. Många spelare från klubben spelade i Irans fotbollslandslag. 

## Kända Spelare
- Khodadad Azizi
- Arash Borhani
- Hossein Faraki
- Behtash Fariba
- Mohsen Garousi
- Hassan Habibi
- Vahid Hashemian
- Hossain Kazerani
- Mohammad Khakpour
- Rasoul Khatibi
- Ali Asghar Modir Roosta
- Javad Nekounam
- Farshad Pious